# Эльдеме
Эльдеме — гора в Карабудахкентском районе Республики Дагестан в центре кумыкских земель.

## Характеристики
Эльдеме представляет собой холмообразную гору, которая находится в 30 км к юго-западу от города Махачкала и в 4 км к югу от села Карабудахкент. Абсолютная высота горы 680,7 м.
У подножья горы расположены два древних кумыкских села — Гели и Параул.
На плато находится термальный источник.